# Bragard
Pour les articles homonymes, voir Bragard (homonymie).
 (juin 2023).
Si vous disposez d'ouvrages ou d'articles de référence ou si vous connaissez des sites web de qualité traitant du thème abordé ici, merci de compléter l'article en donnant les références utiles à sa vérifiabilité et en les liant à la section « Notes et références ».
En pratique : Quelles sources sont attendues ? Comment ajouter mes sources ?
Cet article concerne une société française. Pour le hameau belge, voir Bragard (Belgique). Pour le Gentilé (de Saint-Dizier), voir Saint-Dizier.
Bragard est une société française qui conçoit et fabrique des vêtements de travail pour les professionnels de la restauration, des métiers de bouche, de l'hôtellerie et du service. La société est basée à Épinal dans les Vosges.

## Historique
L'entreprise est créée en 1933 à Saulxures-sur-Moselotte dans les Vosges par Henri Bragard. Par la suite, elle se développe fortement sous l'impulsion de son fils Jean Henri. Sept ateliers Bragard voient le jour dans les Vosges, berceau du savoir-faire textile à la française, alors à son apogée. La gamme s’élargit à tous les métiers de bouche et Bragard devient progressivement la référence de son secteur. Après le départ de Jean-Henri, la société connaît une notoriété grand public dans le monde de la cuisine. Sa veste Grand Chef, devient la référence de l'habillement des grands cuisiniers. La société par ailleurs est très présente chez tous les artisans des métiers de bouche et dans les métiers de service et médicaux. Mais les choix n'étant pas les bons, la société a connu des difficultés et a été vendue en 1994 au Groupe Karstadt devenu KarstadtQuelle en 1999 puis Arcandor en 2007, Bragard est intégrée en 2007 au sein du groupe suédois Kwintet, leader européen du vêtement de travail. La société Bragard devint alors partie intégrante du Groupe Kwintet en France,, tout comme la société Clinic Dress, spécialisée dans les vêtements médicaux. Bragard s'inscrit désormais dans une logique de groupe. La société se modernise et se structure pour consolider la position de leader du Groupe Kwintet en France et en Europe.
Installée depuis 1966 dans les locaux devenus obsolètes du quartier de la Loge Blanche au bord de la Moselle à Épinal, la société déménage en 2013 sur deux sites dans la zone industrielle de la Voivre, toujours à Épinal. Le premier site (12 000 m2) est dédié à l'activité logistique, le second site (1 700 m2) accueille les bureaux de l’entreprise.
Kwintet est acquis en mai 2015 par un consortium d'investisseurs menés par Michael Hauge Sørensen et Christian Dyvig qui rachète les parts de l'actionnaire majoritaire IK Investment Partners. Kwintet devint Fristads Kansas Group. Le groupe Fristads Kansas, basé en Suède, possède un portefeuille de marques de premier plan sur le marché européen du vêtement professionnel, fournissant des vêtements de travail à une grande variété de services et d'industries. Le chiffre d'affaires consolidé s'élève à environ 450 M€.
En 2020, Chef works, marque mondiale de vêtements professionnels spécialisée dans la restauration et particulièrement présente aux États-Unis et au Royaume-Uni, investit dans le groupe Bragard. 

## Développement
La société équipe un grand nombre de palaces et d'hôtels de luxe en Europe. Elle se développe sur le tertiaire à travers des licences (Jean-Charles de Castelbajac...) en équipant des compagnies aériennes et des distributeurs. 
En 2020, Bragard lance mondialement une nouvelle marque : Studio B.  

## Direction
Henri Bragard, le fondateur de la maison en 1933 est secondé par son fils Jean Henri en 1963. Après le décès de Henri le 25 mars 1985, son épouse Simone reprend le flambeau et Jean Henri quitte la direction générale de la société peu après. Simone, à sa retraite en 1991 confie la direction à son fils Gilles qui reste à la tête de l'entreprise familiale jusqu'en 1994 puis conserve la direction avec les repreneurs jusqu'en 2011. La société est ensuite dirigée par Frédéric Vieil de 2011 et 2016, puis par Pascal Brouard de 2016 à 2018. Bragard est dirigée depuis octobre 2018 par Guy Bœuf.